# Gliese 682
Gliese 682 (auch GJ 682) ist ein Roter Zwerg im Sternbild Skorpion, der mit rund 16 Lichtjahren Entfernung zu den Nachbarsternen der Sonne gehört. Trotz seiner vergleichsweisen Nähe ist er mit 10,95 mag scheinbarer Helligkeit sehr lichtschwach und zu seiner Beobachtung ist ein relativ leistungsfähiges Teleskop notwendig. Von der Erde aus befindet er sich nahe dem hellen Stern Sargas (Theta Scorpii). Es werden zwei Exoplaneten in Umlaufbahnen um den Stern vermutet, davon einer in der habitablen Zone.

## Entfernung
| Quelle                             | Parallaxe (mas) | Entfernung (pc) | Entfernung (Lj) | Entfernung (Pm) |
| ---------------------------------- | --------------- | --------------- | --------------- | --------------- |
| Woolley et al. (1970)              | 213 ± 5         | 4,69 ± 0,11     | 15,3 ± 0,4      | 144,9 +3,5−3,3  |
| Gliese & Jahreiß (1991)            | 211,6 ± 5,9     | 4,73 +0,14−0,13 | 15,4 ± 0,4      | 145,8 +4,2−4    |
| van Altena et al. (1995)           | 210,7 ± 7.0     | 4,75 +0,16−0,15 | 15,5 ± 0,5      | 146,4 +5−4,7    |
| Perryman et al. (1997) (Hipparcos) | 198,32 ± 2,43   | 5,04 ± 0,06     | 16,45 ± 0,2     | 155,6 ± 1,9     |
| van Leeuwen (2007)                 | 196,90 ± 2,15   | 5,08 +0,06−0,05 | 16,56 ± 0,18    | 156,7 ± 1,7     |
| RECONS TOP100 (2012)               | 198,09 ± 2,06   | 5,05 ± 0,05     | 16,47 ± 0,17    | 155,8 ± 1,6     |
| Gaia DR2 (2018)                    | 199,70 ± 0,08   | 5,007 ± 0,002   | 16,32 ± 0,01    | 154,43 ± 0,06   |
| Gaia DR3 (2022)                    | 199,69 ± 0,03   | 5,008 ± 0,001   | 16,325 ± 0,003  | 154,44 ± 0,03   |

Nicht trigonometrische Entfernungsbestimmungen sind kursiv markiert. Die präziseste Bestimmung ist fett markiert.

## Planetensystem
Am 4. März 2014 veröffentlichte ein internationales Team von Astronomen unter der Leitung von Mikko Tuomi von der University of Hertfordshire die Entdeckung von acht Exoplanetenkandidaten um die sonnennahen Sterne Gliese 180, Gliese 442, und Gliese 682. Bei vier dieser Planeten handelt es sich um Supererden in der habitablen Zone, davon zwei in Umlaufbahnen um Gliese 682. Gemäß der üblichen Vorgehensweise bei der Benennung von Exoplaneten tragen diese die Bezeichnungen Gliese 682b und Gliese 682c. Gliese 682b ist der dem Stern am nächsten liegende und kleinere der beiden Planeten. Er hat eine Mindestmasse von 4,4 Erdmassen und einen Radius von 1,5 Erdradien bei Annahme einer felsigen Zusammensetzung.
Im Jahr 2020 erschien eine Studie, wobei die Planeten nicht mehr gefunden wurden. Die Signale könnten unter Umständen durch Aktivitäten des Sterns entstanden sein.
| Planet (nach Entfernung vom Stern) | Entdeckung (Jahr) | Masse (in M♃)      | Umlaufzeit (in Tagen) | Große Halbachse (in AE) | Exzentrizität   |
| ---------------------------------- | ----------------- | ------------------ | --------------------- | ----------------------- | --------------- |
| Gliese 682 b                       | 2014              | 0,014 +0,012−0,008 | 17,478 +0,062−0,04    | 0,08 +0,014−0,004       | 0,08 +0,19−0,08 |
| Gliese 682 c                       | 2014              | 0,027 +0,018−0,014 | 57,32 +0,45−0,48      | 0,176 +0,03−0,009       | 0,1 +0,19−0,1   |